# Liparetrus castaneus
Liparetrus castaneus är en skalbaggsart som beskrevs av Britton 1980. Liparetrus castaneus ingår i släktet Liparetrus och familjen Melolonthidae. Inga underarter finns listade i Catalogue of Life.